# Bhau Kalchuri
Œuvres principales
- Lord Meher (Meher Prabu)

Bhau Kalchuri, de son nom de naissance  Vir Singh Kalchuri, né le 13 janvier 1927 à Katangi et mort le 23 octobre 2013 à Pune (à 86 ans), est un écrivain et poète indien, disciple de Meher Baba, dont il est le principal biographe. 

## Biographie
Natif de Katangi, dans la région du Madhya Pradesh, il suit des études à l'Université de Nagpur. Il décroche plusieurs diplômes de masters dans différents domaines, tels que le droit, l'administration publique et la chimie. Son parcours prend un tournant spirituel à l'occasion de la visite de la tombe du maître soufiste Tajuddin Baba à Nagpur (Bhau affirme plus tard que son nom de naissance complet est Tajuddin Muhammad Baddrudin). 
Il fait la rencontre de Meher Baba en 1952 et devient, à 27 ans, le plus jeune mandali (proche disciple) du gourou. Il accompagne le maître dans son âshram et occupe plusieurs charges, comme veilleur de nuit et correspondant en hindi. Meher Baba enseigne à Bhau l'écriture de la forme hindi du ghazal persan et confie à son disciple plusieurs travaux de rédaction, dont la plupart ne seront achevés qu'après la mort du maître, survenue en 1969. En 1973, Bhau Kalchuri devient un fiduciaire de l' Avatar Meher Baba Perpetual Public Charitable Trust, dont il assume plus tard la fonction de président jusqu'à sa mort.
Il est surtout connu pour sa biographie exhaustive de la vie de Meher Baba. Intitulée Lord Meher (également connue sous le titre Meher Prabu), elle est composée d'une vingtaine de volumes, comptant 6,472 pages de chroniques, issues des journaux tenus par les disciples du gourou depuis 1922. Bhau est aussi l'auteur de plusieurs recueils de poésie et de pièces de théâtre, écrits en anglais et en hindi.
Il fait une apparition dans le film de Roger Nygard, The Nature of Existence, en 2010.
Bhau Kalchuri décède le 23 octobre 2013 à l'hôpital Jehangir de Pune, âgé de 86 ans.

## Publications

### En anglais
- Meher Prabhu: Lord Meher, The Biography of the Avatar of the Age, Meher Baba.
- Meher Baba's New Life
- Avatar of the Age Meher Baba Manifesting
- While the World Slept  (ISBN 9780595474325)
- The Nothing and the Everything
- Let's Go To Meherabad  (ISBN 9780940700116)
- Mastery in Servitude
- Meher Geetika
- Meher Roshani
- Meher Sarod
- Nectar for the Children  (ISBN 9788190942805)
- Ocean Waves, Volume I and II  (ISBN 9781161111798)
- The Spiritual Training Program
- Sun Rays
- The Awakenings of Bhau Kalchuri from Beloved Avatar Meher Baba  (ISBN 9788190942812)

### En hindi
- Divya Leela (pièce de théâtre)
- Jai Meher (pièce de théâtre)
- Meher Darshan
- Meher Jyoti (Flame) (chansons)
- Meher Leela (biographie de Meher Baba jusqu'en 1965 en versets)
- Prem Mahima (The Glory of Love) (pièce de théâtre)
- Subkucha aur Kuchnahn (retranscription de la conversation The Everything and The Nothing d'Eruch Jessawalla)
- Vishvas (Faith) (pièce de théâtre)
- You Alone Exist (prière)

### DVD
- Bhau Kalchuri:  Meher Baba's Lion (dir. David Hammer)